# 欝色謎命
欝色謎命（うつしこめのみこと、生没年不詳）は、孝元天皇の皇后。『日本書紀』の表記であり、『古事記』には「内色許売命（読み方同じ）」とある。『先代旧事本紀』によると、父は大矢口宿禰命（大水口宿禰命とも）で、母は坂戸由良都姫命。同母兄に欝色雄命（穂積氏祖）がいる。大綜麻杵命（伊香色雄命・伊香色謎命の父）の同母姉（妹）。大彦命・開化天皇の母。
孝元天皇7年2月2日、皇后に立てられた。開化天皇元年1月4日、皇太后となった。

## 系譜
- 父方の祖父：出石心大臣命（饒速日命の3世孫乃至4世孫）
- 父：大矢口宿禰命[2]
- 母：坂戸由良都姫命（天之御影命の5世孫、川枯彦命の娘、三上氏族）[3][4]
- 同母兄弟：欝色雄命・大綜麻杵命
- 夫：孝元天皇
  - 子：大彦命・開化天皇・少彦男心命・倭迹迹姫命
  - 孫：御間城姫（大彦命の女。崇神天皇の皇后。垂仁天皇の母）・崇神天皇・彦坐王（以上、開化天皇の皇子）